# PwPostL Bay 11
Bei den bayerischen PwPost Bay 11 handelt es sich um kombinierte Post- und Packwagen für den Einsatz in Lokalbahnzügen nach dem Blatt 222 für die Königlich Bayerischen Staatseisenbahnen-Linksrheinisches Netz. Die Wagen sind eine Nachlieferung für die ehemaligen Pfälzischen Eisenbahnen der Wagen nach Blatt 601 für die K.B.Sts.B.

## Entwicklung
Mit dem größer werdenden Streckennetz an Lokalbahnen einher ging der Bedarf an passenden Wagen für den lokalen Personen-Nahverkehr. Da für die Beförderung nur Tenderlokomotiven mit geringer Zugkraft zur Verfügung standen, wurden Wagen einer besonders leichten Bauart benötigt.

## Beschaffung
Zwischen 1892 und 1911 wurden insgesamt 572 Wagen der Gattungen BL, BCL, CL, BPostL und PPostL beschafft, die alle einen einheitlichen Grundriss, offene Endplattformen mit Dixi-Gittern an den Aufstiegen und nur durch Bügel gesicherte Personalübergänge aufwiesen.
Da eigene Wagentypen für die Aufgaben Post- oder Packwagen auf den schwach frequentierten Lokalbahnstrecken zu aufwendig und kostenintensiv waren, wurden zwischen 1891 und 1911 insgesamt 206 kombinierte Wagen beschafft, wobei 4 Wagen auf den Typ PwPost Bay 11 nach Blatt 222 entfielen. Die Beschaffung erfolgte als Nachlieferung bei dem Hersteller Rathgeber.

## Konstruktive Merkmale

### Untergestell
Der Rahmen der Wagen war komplett aus Profileisen aufgebaut und genietet. Die äußeren Längsträger hatten U-Form mit nach außen gerichteten Flanschen. Die Querträger waren ebenfalls aus U-Profilen und nicht gekröpft. Als Zugeinrichtung hatten die Wagen Schraubenkupplungen nach VDEV. Die Zugstange war durchgehend und mittig gefedert. Als Stoßeinrichtung besaßen die Wagen ursprünglich zweifach geschlitzte Korbpuffer mit einer Einbaulänge von 650 mm und 360 mm für die Pufferteller. Diese wurde später durch Hülsenpuffer ersetzt. Einseitig war eine offene Übergangsbühne vorhanden.

### Laufwerk
Die Wagen hatten aus Blechen und Winkeln genietete Achshalter der kurzen, geraden Bauform. Gelagert waren die Achsen in Gleitachslagern. Die Räder hatten Speichenradkörper des bayerischen Typs 37. Neben einer Handspindelbremse gab es noch eine durchgehende Luftdruckbremse der Bauart Westinghouse.

### Wagenkasten
Der Rahmen des Wagenkastens bestand aus einem hölzernen Ständerwerk, welches durch stählerne Zugbänder versteift wurde. Die Wände waren außen mit Blechen und innen mit Holz verkleidet. Die Seiten- und die Stirnwände waren gerade, die Einstiegstüren eingerückt. Das flache Tonnendach war an den Seiten stärker gerundet und ging direkt in die Seitenwände über und ragte über die Übergangsbühne hinaus. Von der Übergangsbühne aus erfolgte der Zugang zum Wagen. Auf beiden Seiten gab es 1500 mm breite Schiebetüren mit Fenstern als Ladetüren zum Gepäckabteil.
Die Wagenübergänge an den Stirnseiten waren nur durch das Personal zu nutzen.

### Ausstattung
Der Wagenkasten war in ein Postabteil und ein Gepäckabteil unterteilt. Die Abteile waren durch eine mittig angeordnete Zwischentür begehbar. Beleuchtet wurden die Wagen mit Petroleumleuchten. In den 1930er Jahren erfolgte ein Umbau auf elektrische Beleuchtung. Die Beheizung erfolgte mit Dampf. Zur Belüftung gab es statische Lüfter auf dem Dach.

## Skizzen, Musterblätter, Fotos

Skizze nach Blatt 222 aus dem WV von 1913
Skizze nach Blatt 601 aus DRG-Skizzenbuch von 1930

## Wagennummern
Die Daten zu den Wagen sind den Wagenpark-Verzeichnis der Kgl.Bayer.Staatseisenbahnen für das Linksrheinische Netz, aufgestellt nach dem Stande vom 31. März 1913 sowie den Büchern von Emil Konrad und Alto Wagner entnommen.
| Herstelldaten | Herstelldaten | Wagennummern je Epoche Gattungszeichen | Wagennummern je Epoche Gattungszeichen | Wagennummern je Epoche Gattungszeichen | Wagennummern je Epoche Gattungszeichen | Wagennummern je Epoche Gattungszeichen | Wagennummern je Epoche Gattungszeichen | Wagennummern je Epoche Gattungszeichen | Fahrwerk   | Fahrwerk | Fahrwerk                  | Fahrwerk                  | Fahrwerk                  | Ausstattung               | Ausstattung               | Ausstattung              | Ausstattung              | Ausstattung              | Ausstattung              | Ausstattung              | Ausstattung              | Zusatzinfos             |
| Bau- jahr     | Her- steller  | ab 1909 (1907)                         | Rep. (1919)                            | DR (ab 1923)                           | DRG (ab 1930)                          | DRG (n.Umbau)                          | zuletzt stationiert                    | Ausgem.                                | Anz. Achs. | LüP      | Unt. Gest.                | LA.                       | Brem- sen                 | Bl.                       | Hz.                       | Art u. Anz. Räume je Typ | Art u. Anz. Räume je Typ | Art u. Anz. Räume je Typ | Art u. Anz. Räume je Typ | Art u. Anz. Räume je Typ | Art u. Anz. Räume je Typ | Bemerkung               |
| ------------- | ------------- | -------------------------------------- | -------------------------------------- | -------------------------------------- | -------------------------------------- | -------------------------------------- | -------------------------------------- | -------------------------------------- | ---------- | -------- | ------------------------- | ------------------------- | ------------------------- | ------------------------- | ------------------------- | ------------------------ | ------------------------ | ------------------------ | ------------------------ | ------------------------ | ------------------------ | ----------------------- |
| Blatt-Nr. 222 | Blatt-Nr. 222 | PPost                                  |                                        | PwPostL Bay 11                         | PwPostL Bay 11                         |                                        |                                        |                                        |            |          | (siehe jeweilige Legende) | (siehe jeweilige Legende) | (siehe jeweilige Legende) | (siehe jeweilige Legende) | (siehe jeweilige Legende) | A                        | D                        | G                        | P                        | V                        | Z                        | mit Nebenbahnauftritten |
| 1911          | Rathg.        | 21 134                                 |                                        |                                        | 9 895 Lu                               |                                        |                                        | ??                                     | 2          | 9.824    | E                         | V                         | Pl; Wsbr                  | P                         | D                         |                          |                          | 1                        | 1                        |                          |                          |                         |
| 1911          | Rathg.        | 21 135                                 |                                        |                                        | 9 896 Lu                               |                                        |                                        |                                        | 2          | 9.824    | E                         | V                         | Pl; Wsbr                  | P                         | D                         |                          |                          | 1                        | 1                        |                          |                          |                         |
| 1911          | Rathg.        | 21 136                                 |                                        |                                        | 9 897 Lu                               |                                        |                                        |                                        | 2          | 9.824    | E                         | V                         | Pl; Wsbr                  | P                         | D                         |                          |                          | 1                        | 1                        |                          |                          |                         |
| 1911          | Rathg.        | 21 137                                 |                                        |                                        | 9 898 Lu                               |                                        |                                        |                                        | 2          | 9.824    | E                         | V                         | Pl; Wsbr                  | P                         | D                         |                          |                          | 1                        | 1                        |                          |                          |                         |